# Франческо Рокка
Франческо Рокка (італ. Francesco Rocca, * 2 серпня 1954, Сан-Віто-Романо) — італійський футболіст, захисник. По завершенні ігрової кар'єри — футбольний тренер.
Насамперед відомий виступами за клуб «Рома», а також національну збірну Італії.
Дворазовий володар Кубка Італії. 

## Клубна кар'єра
Вихованець юнацьких команд «Дженаццано» та «Беттіні-Чінечітта».
У дорослому футболі дебютував 1972 року виступами за команду клубу «Рома», кольори якої і захищав протягом усієї своєї кар'єри гравця, що тривала десять років. 
Від самого початку професійних виступів футболіста переслідували численні травми коліна, тож значну частину кар'єри він пропустив, відновлюючись після чергової операції. Врешті-решт був змушений завершити виступи на футбольному полі у 26 років. Незважаючи на порівняно недовгу ігрову кар'єру та невелику кількість відіграних матчів, встиг стати одним з улюбленців уболівальників «Роми», які дали гравцеві прізвисько Kawasaki (Кавасакі) на честь популярної на той час торговельної марки японських мотоциклів, що відрізнялися швидкістю та витривалістю.

## Виступи за збірну
1974 року дебютував в офіційних матчах у складі національної збірної Італії. Протягом кар'єри у національній команді, яка тривала усього 3 роки, провів у формі головної команди країни 18 матчів, забивши 1 гол.

## Кар'єра тренера
По завершенні виступів на полі почав співпрацювати з Італійською федерацією футболу як тренер різноманітних збірних команд. Зокрема, очолював тренерський штаб олімпійської збірної Італії, що брала участь у Літніх Олімпійських іграх 1988 року.
Згодом очолював юнацькі та молодіжні збірні Італії різних вікових категорій.

## Титули і досягнення
- Володар Кубка Італії (2):

«Рома»:  1979–80, 1980-81